# Audrey Sauret
Audrey Sauret (Charleville-Mézières, Ardennes, 31 oktober 1976) is een Frans basketballer.

## Loopbaan
Sauret begon haar loopbaan in 1993 bij USV Olympic. Met deze club werd ze één keer Landskampioenschap van Frankrijk in 1994. Ook won ze drie keer het Tournoi de la Fédération 1994, 1997 en 1998. In 1998 ging ze naar CJM Bourges Basket. Met deze club werd ze twee keer Landskampioenschap van Frankrijk in 1999 en 2000. Ook won ze  twee keer het Tournoi de la Fédération 1999 en 2000. Met Bourges haalde ze de finale om de EuroLeague in 2000. Ze verloren van MBK Ružomberok uit Slowakije met 67-64 na twee keer verlenging. In 2000 keerde ze terug bij USV Olympic. Met deze club werd ze nu vijf keer Landskampioenschap van Frankrijk in 2001, 2002, 2003, 2004 en 2005. Ook won ze vier keer de Coupe de France in 2001, 2002, 2003 en 2004. Ook won ze vier keer het Tournoi de la Fédération in 2002, 2003, 2004 en 2005. Met Olympic haalde ze vier keer de EuroLeague Women finale. In 2001 verloren ze van CJM Bourges Basket met 73-71. In 2002 wonnen ze van Lotos VBW Clima Gdynia uit Polen met 78-72. In 2003 verloren ze van UMMC Jekaterinenburg uit Rusland met 82-80. in 2004 wonnen ze weer van Lotos Gdynia met 93-69. In 2001 en 2002 speelde ze ook voor de Washington Mystics in de WNBA. In 2005 verhuisde ze naar UMMC Jekaterinenburg in Rusland. In 2007 verhuisde ze naar Italië om te spelen voor Taranto Cras Basket, Famila Wüber Schio en Basket Parma. Met Taranto Cras Basket werd ze Landskampioen van Italië in 2009. Met Famila Wüber Schio won ze de Beker van Italië in 2010. In 2011 keerde ze terug naar Frankrijk om te spelen voor LDLC ASVEL féminin. In 2014 stopte ze met basketbal.
Sauret speelde met het Frans basketbalteam op de Olympische Spelen van 2000. Ze werden vijfde.

## Erelijst
- Landskampioenschap Frankrijk (8):

Winnaar: 1994, 1999, 2000, 2001, 2002, 2003, 2004, 2005
- Coupe de France (4):

Winnaar: 2001, 2002, 2003, 2004
- Tournoi de la Fédération (9):

Winnaar: 1994, 1997, 1998, 1999, 2000, 2002, 2003, 2004, 2005
- Landskampioen Italië (1):

Winnaar: 2009
- Bekerwinnaar Italië (1):

Winnaar: 2010
- Supercupwinnaar Italië (1):

Winnaar: 2009
- EuroLeague Women (2):

Winnaar: 2002, 2004
Runner-up: 2000, 2001, 2003
- Europees kampioenschap:

 2001,  1999